# Musée d’art sacré de Dijon
Das Musée d’Art sacré de Dijon ist das städtische Museum für katholische Sakralkunst des Burgund, das 1980 von Kanoniker Jean Marilier in der Kirche Sainte-Anne eingeweiht wurde. Es wurde zum Musée de France erklärt und ist seit 1993 mit dem Musée de la vie bourguignonne Perrin de Puycousin im benachbarten Kloster verbunden.

## Geschichte
1950 kaufte die Stadt Dijon die Kirche Sainte-Anne in der Rue Sainte-Anne im Altstadtgebiet, um dort ab 1979 dieses Museum für burgundisch-katholische sakrale Kunst unterzubringen, dessen Schöpfer und der erste Kurator Kanoniker Jean Marilier war.

Innenansichten
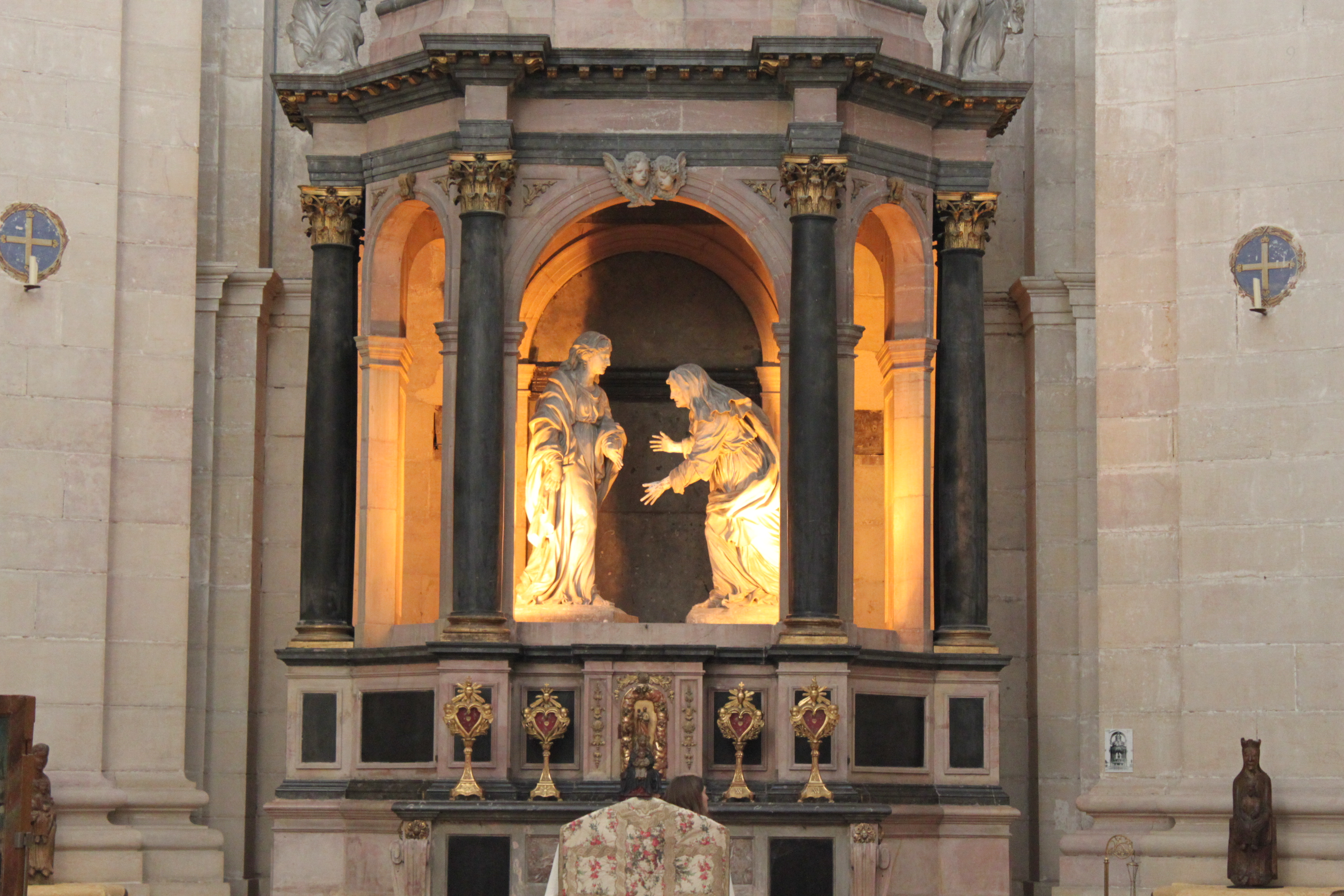
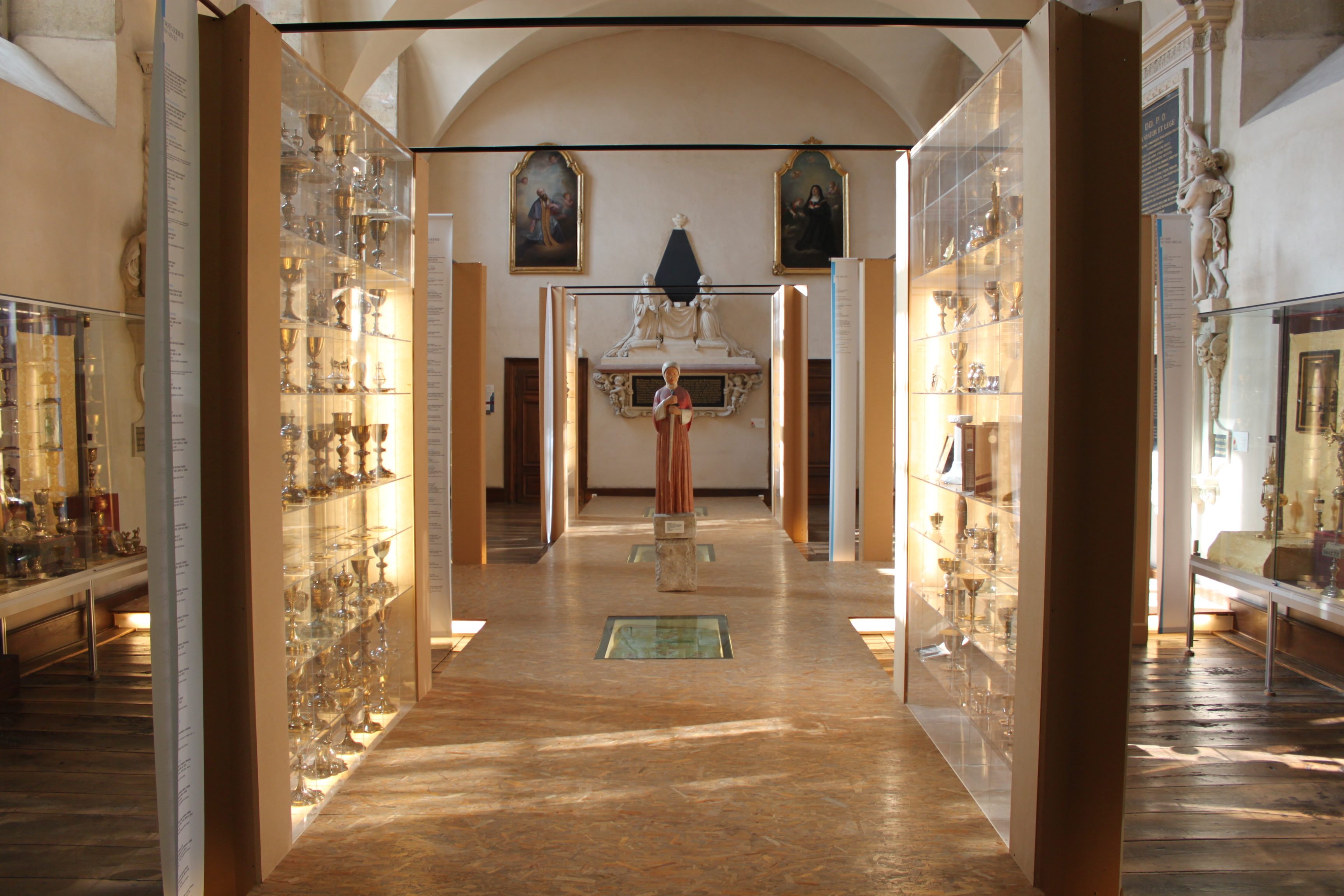
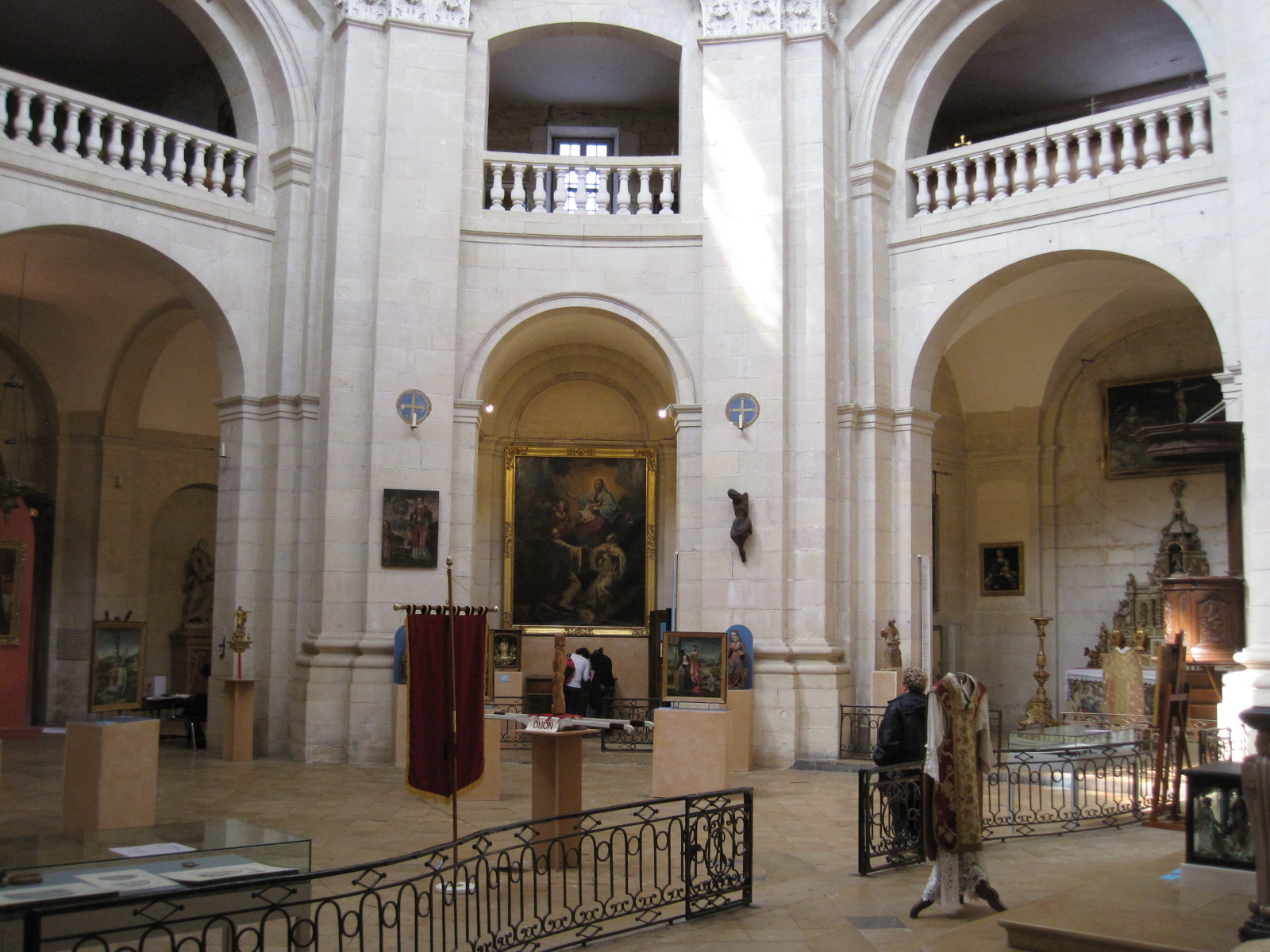
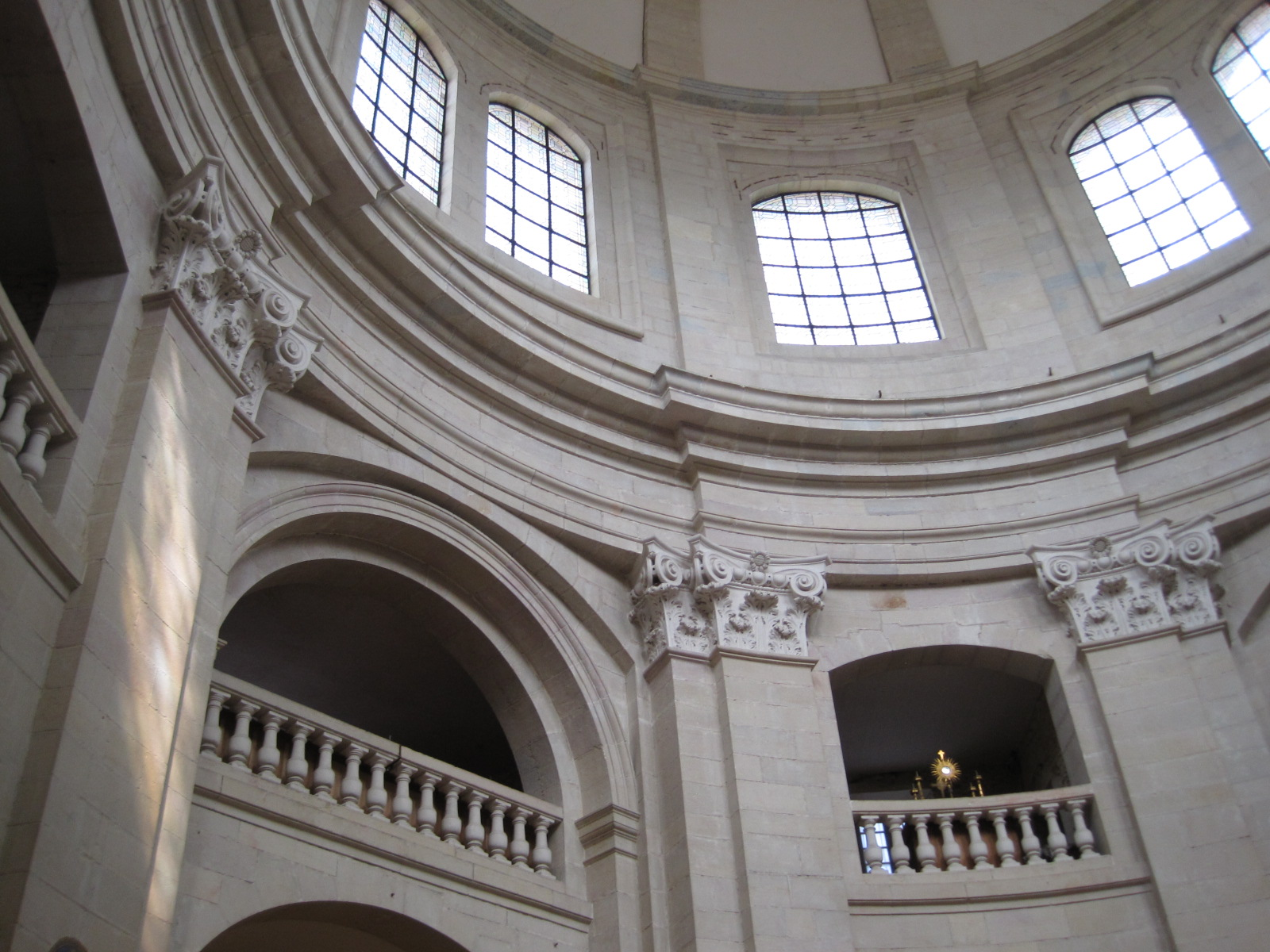

Das Museum zeigt Skulpturen, Gemälde, Kirchenausstattung, katholische Kultobjekte und zahlreiche Reliquien, die von der Kirche nach mehreren Reformen heute nicht mehr benutzt werden. Auf den Emporen, die bei geführten Besichtigungen besucht werden können, ist eine imposante Sammlung liturgischer Gewänder und Gegenstände (meist aus dem 18. und 19. Jahrhundert) zu besichtigen.

Skulpturen
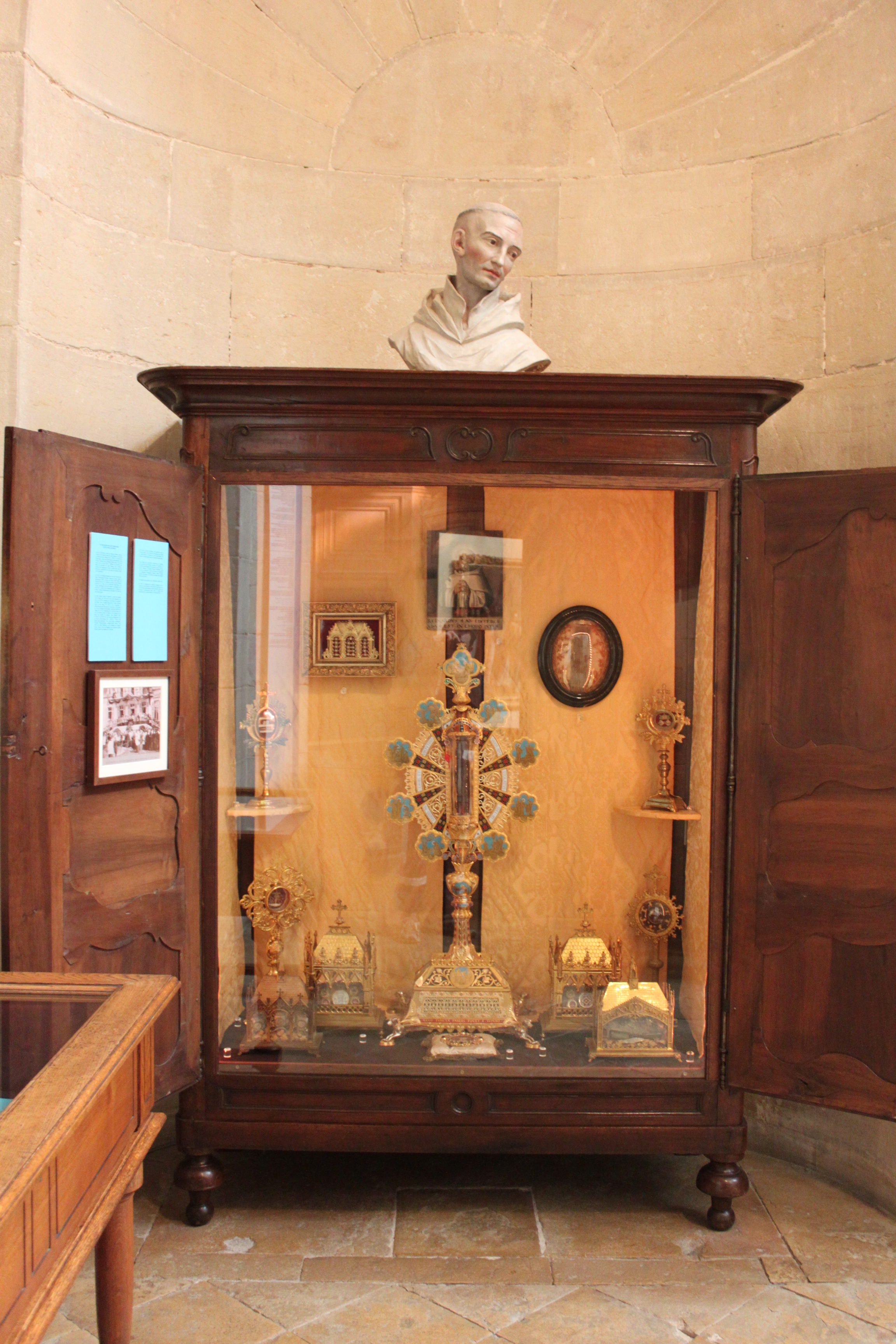
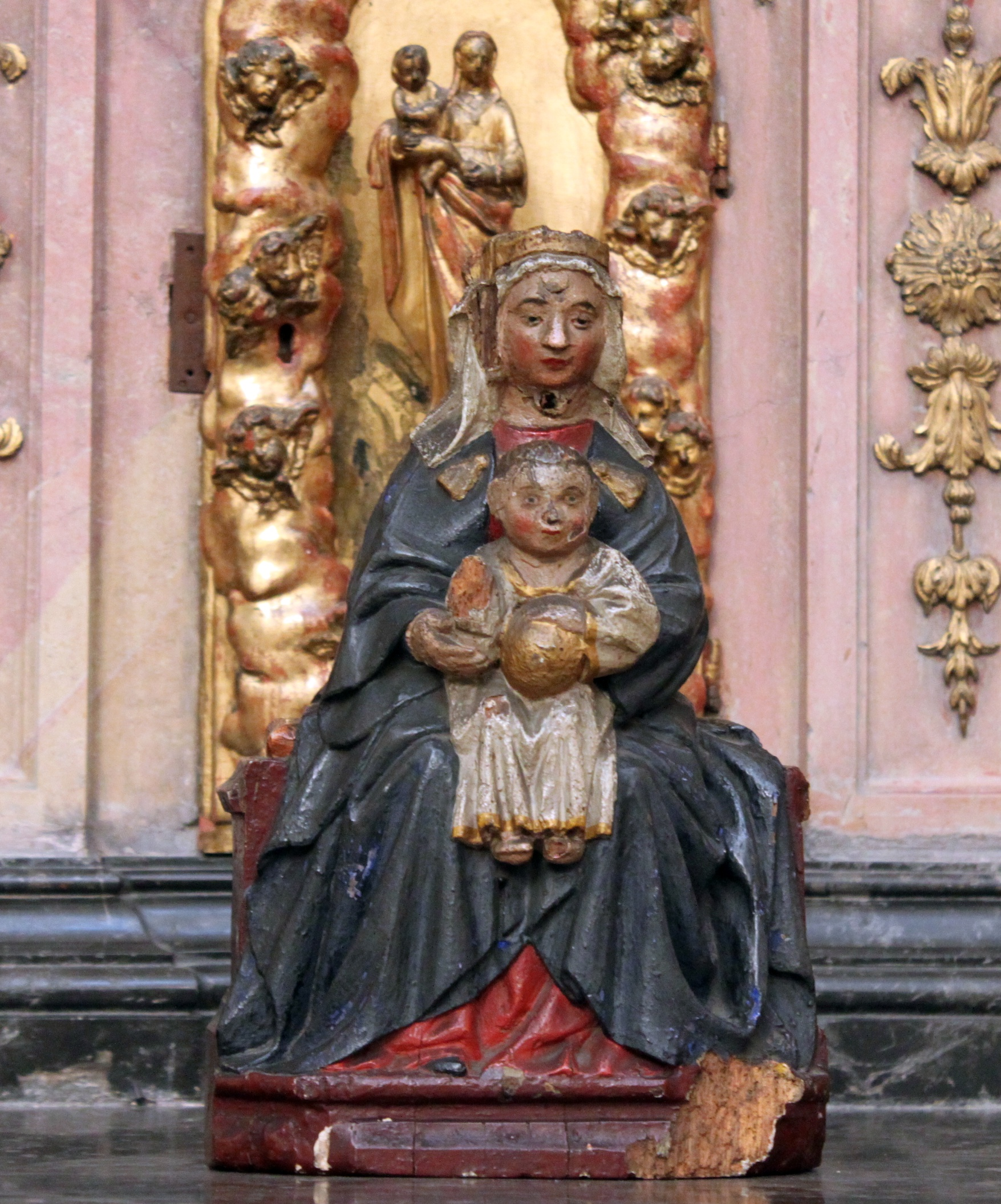
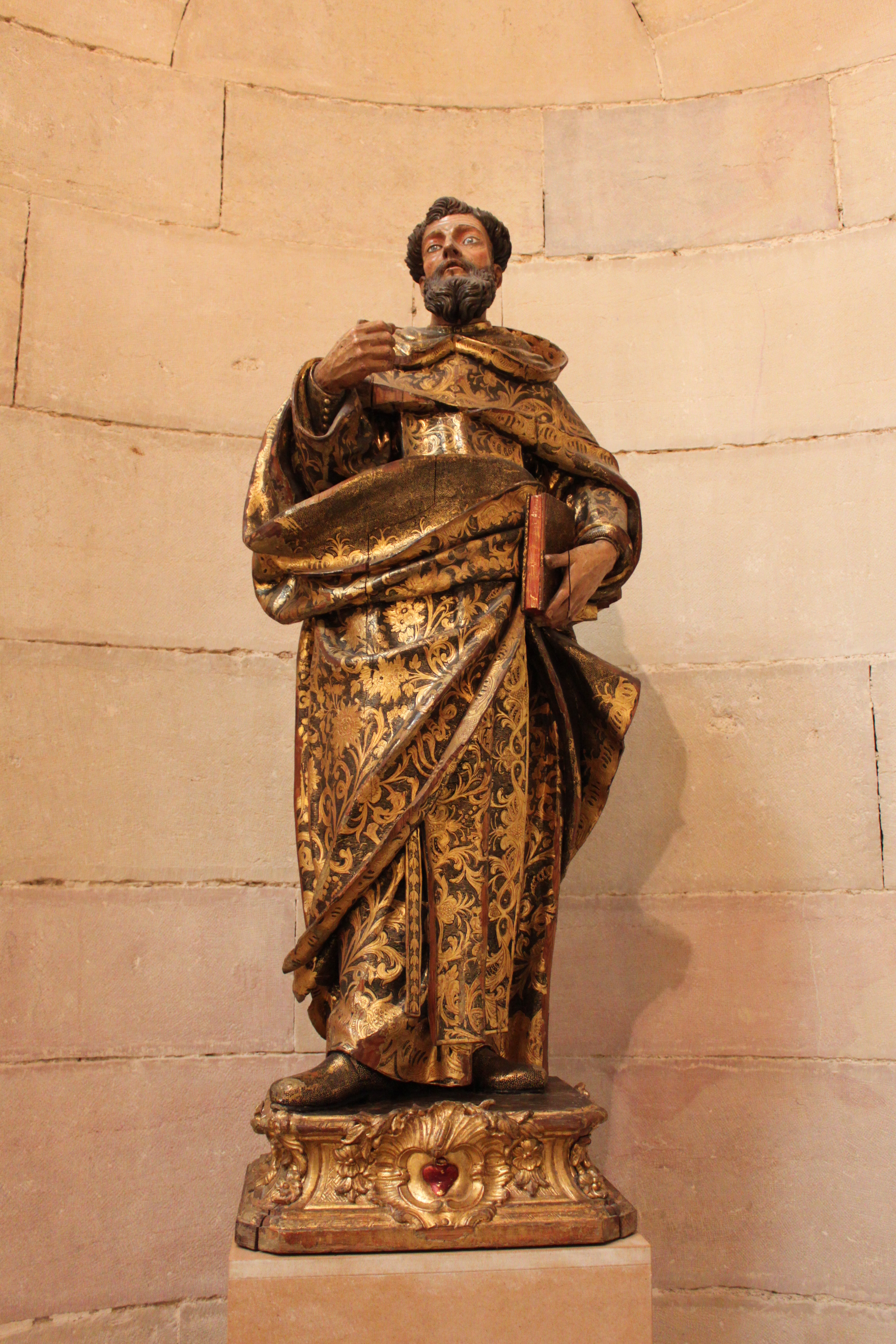
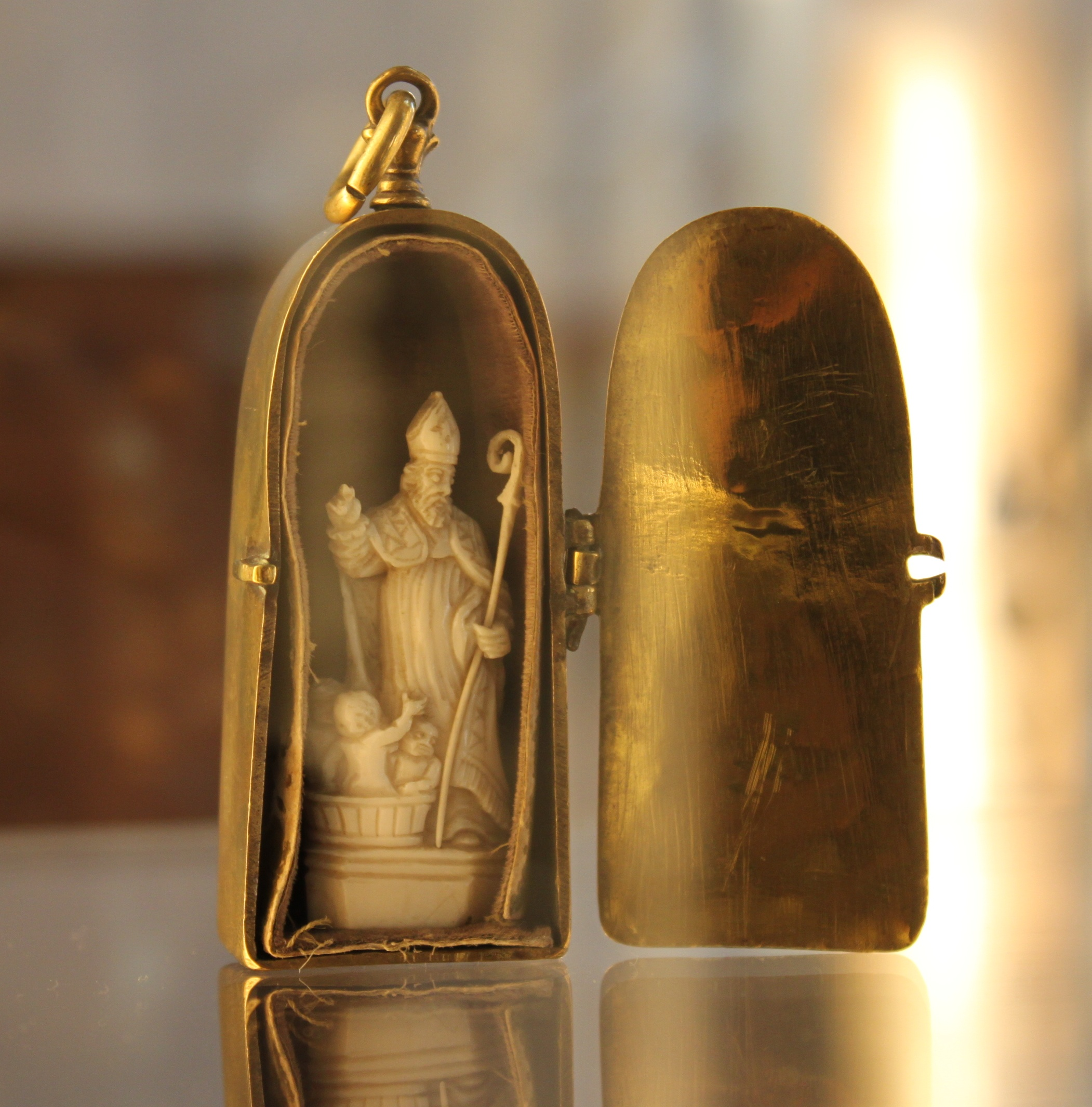

Das Musée d’art sacré hat eine doppelte Bestimmung: die Sammlung liturgischer Gegenstände (aus dem 18. und 19. Jahrhundert), die im katholischen Gottesdienst verwendet wurden, und die Darstellung des täglichen Lebens der weiblichen Gemeinschaften der verschiedenen spirituellen Familien.

## Besondere Gegenstände
Kunstgegenstände:
- Anonymer Burgunder: Croix reliquaire de l’hôpital du Saint-Esprit, 16./17. Jahrhundert, ziseliertes und vergoldetes Silber, Glas, 35,8 cm[1]
- Guillaume Golliard (Goldschmied), Ciboire, 17. Jahrhundert, geprägtes Silber, 28 × 16 cm

Skulpturen:
- Jean-Baptiste Bouchardon
- Henri Charlier, Jeanne d’Arc, um 1920, vielfarbiger Stuck und Stein[2]

Malerei:
- Anonym, Katharina von Siena, 17. Jahrhundert, Öl auf Kupfer
- Anonym, Portrait de la mère de saint Bernard, Aleth de Montbard, 17. Jahrhundert, Öl auf Holz
- Horace Le Blanc, Procession devant le château Saint-Ange, Öl auf Leinwand, 138 × 179 cm[3]